# Casa Museo Salto del Tequendama
La Casa Museo Salto de Tequendama Biodiversidad y Cultura es un museo y mansión en San Antonio del Tequendama, Colombia. El museo se encuentra ubicado junto al Salto del Tequendama en el río Bogotá. Antes de ser renovado, el edificio era un hotel abandonado, conocido como La Casa del Salto del Tequendama.

## Historia

### Mansión
El edificio Hotel Estación del Salto de Tequendama fue diseñado y construido entre 1923 y 1927 por los arquitectos Pablo de la Cruz, Joseph Martens y Carlos Arturo Tapias.
El edificio era accesible mediante tren desde Bogotá.

### Hotel

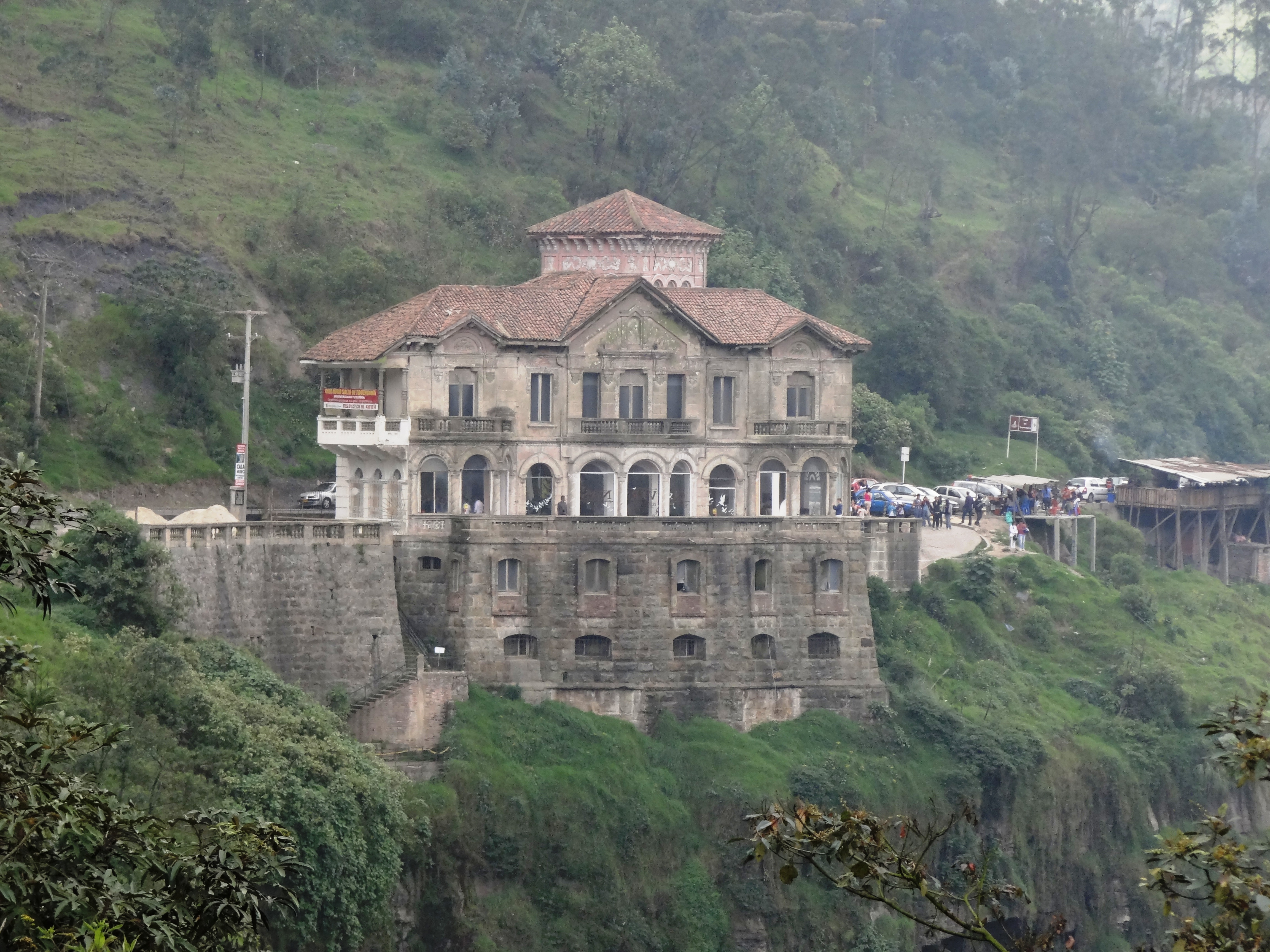
El Hotel del Salto antes de ser renovado.

En julio de 1950 se planificó reconstruir el edificio para convertirlo en un hotel, pero la construcción nunca inició. Gabriel Largacha era el diseñador y Domenico Parma era el constructor. Desde los años 1990, y por más de dos décadas, el hotel estuvo abandonado debido a la contaminación del río.

### Museo
Actualmente funciona como museo, que tiene como principal objetivo concientizar  a las personas de la contaminación del río Bogotá y como recuperar su ecosistema.

## Imágenes

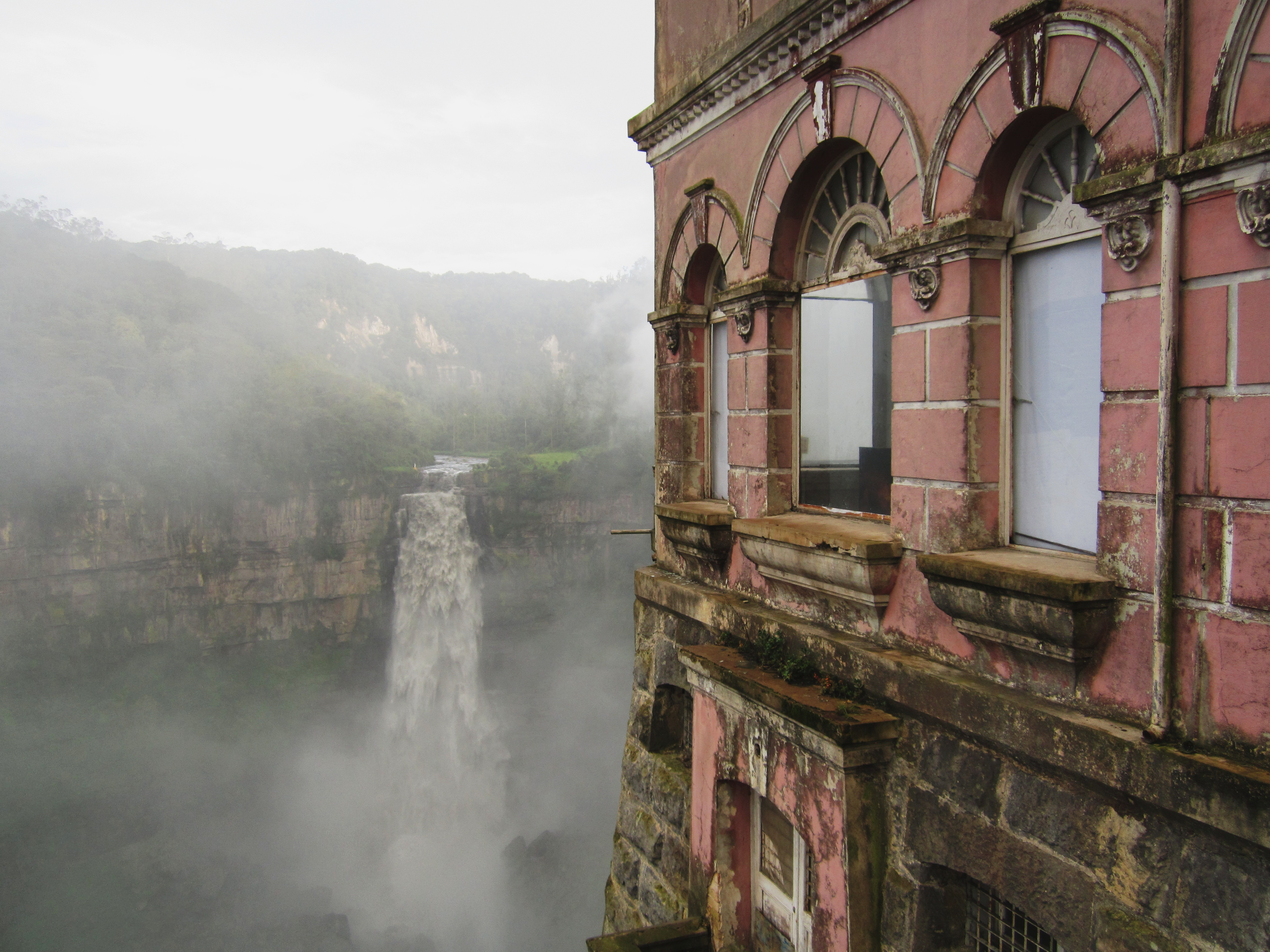
Hotel del Salto junto al Salto del Tequendama.
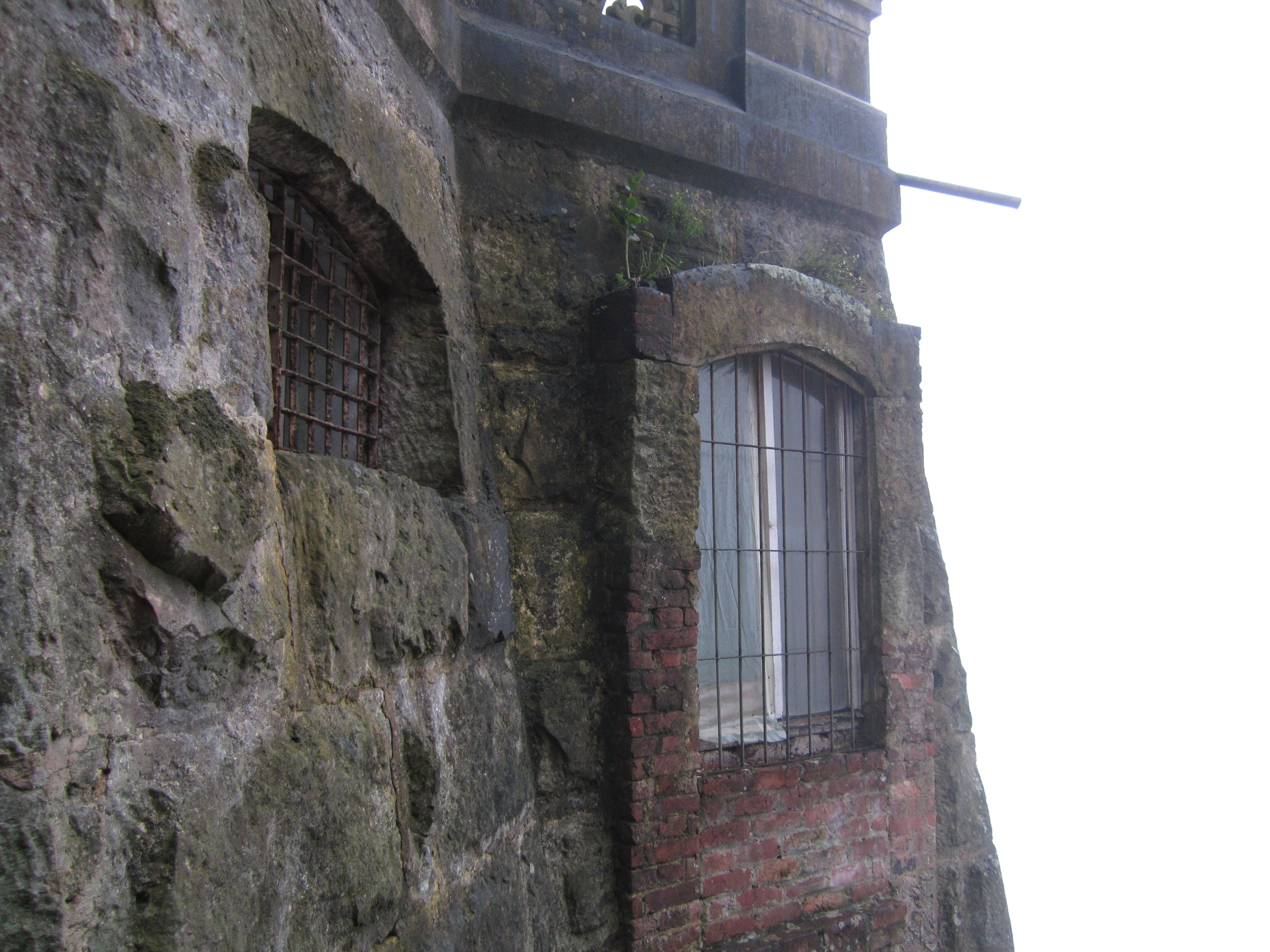
Base del Hotel del Salto.
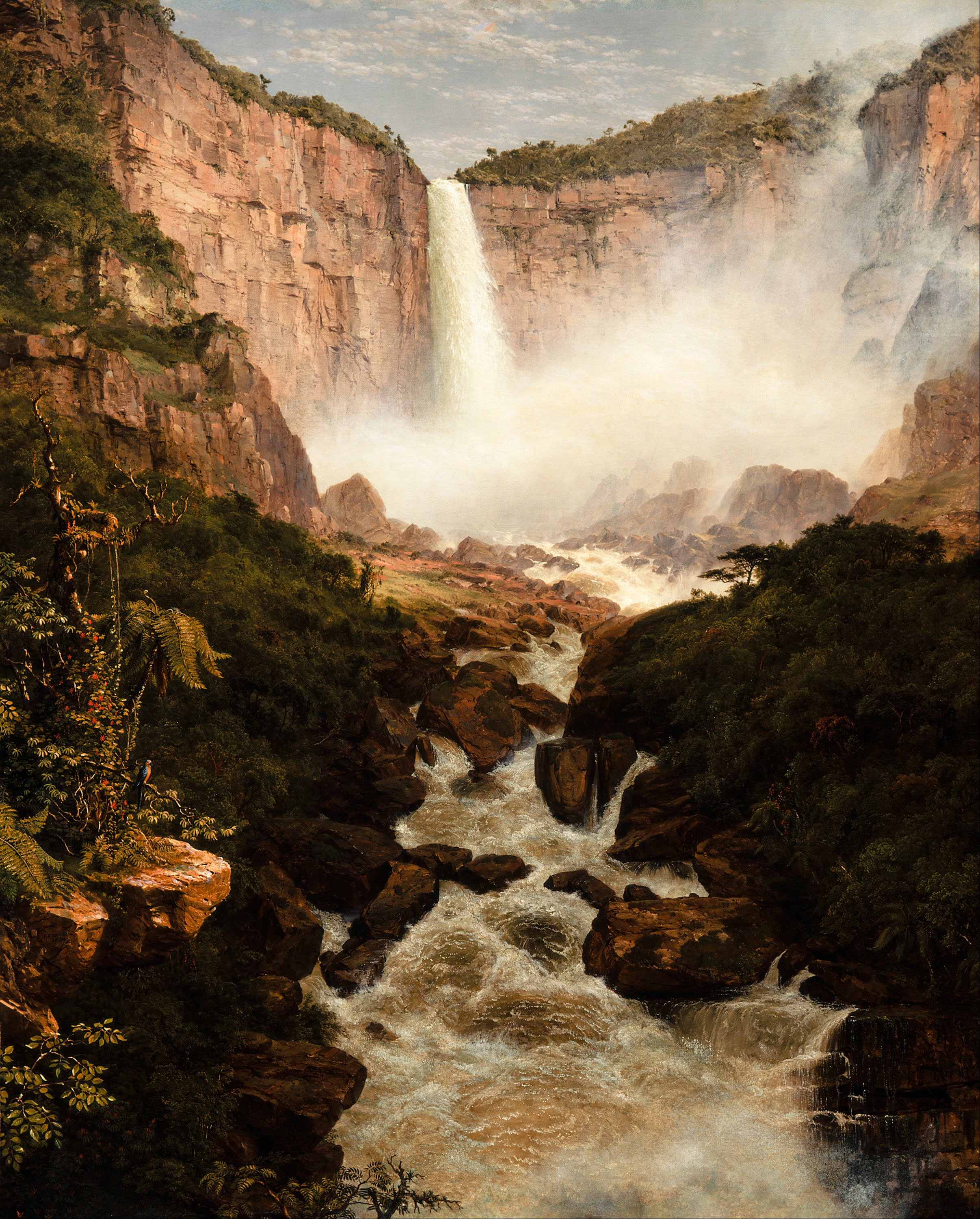
Salto del Tequendama en una pintura de 1854.